# 漂亮 (专辑)
《漂亮》為陶晶瑩於1996年8月發行的個人第三張原創專輯。

## 曲目
1. 我知道我不夠漂亮
2. 小心眼
3. 臨界
4. Working Girl
5. 充滿希望的嘆息
6. 鳥語花香
7. 愛情悲喜劇
8. 走遠
9. Love
10. Sherry